# Ceratophora karu
Ceratophora karu, дорогоцінна рогата агама — вид ящірок родини Агамові (Agamidae). Цей вид є ендеміком Шрі-ланки.
Ареал цих ящірок, мабуть, збігається з ареалом рогатої агами Ерделі (Ceratophora erdeleni). Дорогоцінні рогаті агами ведуть наземний спосіб життя, зустрічаються в районі Morningside Forest Reserve на сході Шрі-Ланки, на висоті 1060 м н.р.м.
Це дрібна ящірка, довжина дорослих особин не перевищує 20 см (за іншими даними — не більше 12 см). Є найшвидшим представником роду, проявляючи неймовірну спритність, намагаючись не бути спійманою. У самок даного виду характерний для роду ріг не виражений, у самців присутній у рудиментарній формі. Як у самців, так і у самок наявне утворення, подібне до потиличного гребеня, сформованого однією збільшеною лускою, однак гребенем дане утворення не є, оскільки в задній частині голови перед шиєю присутні ще 4 аналогічних гіпертрофованих луски. На дорсальній поверхні тулуба самців присутні горбисті утворення з крупної кілеватой луски, що перемежовуються з більш дрібною і менш кілеватою лускою. Довжина хвоста трохи більше половини загальної довжини тіла. На передньому краї очних орбіт маються рогоподобні нарости крупної луски. Кінцівки довгі, дуже тонкі.
Загальний фон забарвлення самців дорогоцінної рогатою агами темно-коричневий, з червоно-помаранчевими плямами. Губи золотисті, очні орбіти мають білу облямівку. Горло біле. Самки пофарбовані більш бідно, в монотонний бежево-коричневий або оранжево-коричневий колір з деяким затемненням в області точки причленування задніх ніг.
Статус популяції: критичний. Біологія дорогоцінних рогатих агам вимагає додаткового вивчення.
Розмноження. Це роздільностатеві тварини, розмножуються шляхом відкладання яєць. Імовірно, розмноження триває протягом всього року.

## Ресурси Інтернету
- The Species 2000 and ITIS Catalogue of Life [Архівовано 5 березня 2016 у Wayback Machine.]
- Дорогоцінна рогата агама. Фото [Архівовано 5 березня 2016 у Wayback Machine.]